# モントリオール (フリゲート・2代)
モントリオール（HMCS Montreal, FFH 336）は、カナダ海軍のフリゲート。カナダ哨戒フリゲート計画により建造されたハリファックス級フリゲートの7番艦で、1994年に就役した。

## 概要
カナダ海軍の大西洋海上軍（MARLANT）に配備されており、ハリファックス基地を母港とする。英語と仏語を公用語とするカナダ海軍においてバイリンガル艦に指定されている。
カナダ海軍の同名の艦艇としては、第二次世界大戦中に就役したリバー級フリゲートのモントリオール（HMCS Montreal, K319）に続いて2隻目である。

## 艦歴
ニューブランズウィック州セントジョンのセントジョン造船所で1991年2月8日に起工され、1992年2月28日に進水。その後、1994年7月21日に就役した。なお、6番艦のカルガリー（HMCS Calgary, FFH 336）より先に起工され、約10ヵ月早く就役した。
1995年1月、ユーゴスラビア紛争に対する北大西洋条約機構（NATO）のアドリア海海上封鎖任務に参加した。2005年7月19日にカナダに戻るまでに2回、旗艦を務めた。
1997年、船体ノイズ低減のため、12,500枚の無反響タイルを装着する実験を行ったが、結果は芳しくなかった。
1998年、ロシア海軍の創立300周年を記念して、NATO艦隊の一員としてサンクトペテルブルクを訪れた。21世紀を記念してアメリカ合衆国で開催されたニューヨーク国際観艦式に、カナダ海軍の代表として参加した。
2000年7月、カナダ軍が、旧ユーゴスラビアのコソボおよびマケドニアでの国際連合平和維持活動（PKO）で使用した機材をギリシャからカナダ本国へ輸送していたセントビンセント船籍の貨物船GTS Katieが、輸送を請け負った物流会社、貨物船の運航会社、貨物船の船主の三者間で、代金の未払いを巡る紛争により、カナダへの入港を拒否する事件が発生した。7月30日、カナダ海軍は貨物船を監視するため、メガホン作戦としてイロクォイ級ミサイル駆逐艦アサバスカン（HMCS Athabaskan. DDG-282）を派遣、翌日、モントリオールも派遣された。8月3日、14名の兵員が武装したシコルスキー CH-124 シーキングにより強行乗船し、貨物船は制圧された。乗組員の抵抗はなく、貨物船は護衛され入港した。船長は強行乗船は「危険な攻撃」であったと主張したが、カナダの国防大臣は、国際法の範囲内で正当な行動であったと述べた。
2002年9月、アフガニスタンに対する米英両国による不朽の自由作戦を支援するアポロ作戦に参加するため、出港した。当初は、イロクォイ級ミサイル駆逐艦のイロクォイ（HMCS Iroquois, DDG-280）と交代して帰還する予定であったが、イロクォイの艦載ヘリコプターであるCH-124シーキングの墜落事故により交代が延期され、2003年4月まで展開を継続した。
2005年1月、NATO即応部隊の第1常設NATO海洋グループ（SNMG1）の編成にあたり展開された。2005年2月8日、ロバート・ルブラン兵長が船外に転落、その後、死亡認定された。
2010年、ナヌーク作戦 (2010年)に参加した。
CH-148 サイクロンの艦上運用試験に従事した。試験のため、艦載ヘリ用飛行甲板着陸灯への暗視装置に対応したフィルターの追加、CH-124シーキングより増加した機体重量に対応するためのヘリ甲板の強化など、対応が行われた。試験では、通常の運用だけでなく、いくつかの危機的な状況へのテストも行われた。
2011年7月3日、英国王室のカナダ訪問の一環として、ケンブリッジ公爵およびケンブリッジ公爵夫人が、モントリオールからケベックまで乗艦した。
2011年8月、五大湖への展開でオンタリオ湖へセントローレンス水路を航海、トロント、ハミルトン、モントリオール、トロワリヴィエールなどの11都市を訪問した。
2013年9月26日、HCM/FELEX（Halifax Class modernisation programme / frigate life extension）計画に基づいた中間寿命改修および近代化を終えて艦隊に復帰した。その後、新たな武器システムの試験を行い、2014年5月9日、限定的な運用状態となった。さらに試験と訓練が行われ、2015年3月9日に通常の運用に復帰した。
2015年秋、NATO海軍演習Joint Warriorに参加した。NATO演習終了後の2015年10月、海上戦域ミサイル防衛フォーラム（MTMD）が主催して英国北部スコットランドのヘブリディーズ諸島沖で行われた多国間演習At Sea Demonstration 2015（ASD2015）に参加した。演習中にクライド海軍基地で、カナダ海軍大西洋海上軍司令官に就任したチャールズ3世（当時は皇太子）の公式訪問を受けた。その後、2015年11月27日にハリファックスに帰港した 。
2016年3月、ノバスコシア沖でCH-148サイクロンの運用試験を実施した。 
2016年4月、フレデリクトン（HMCS Fredericton, FFH-337）とともに、カナダ海軍の乗組員縮小計画のための試験艦となることが発表された。

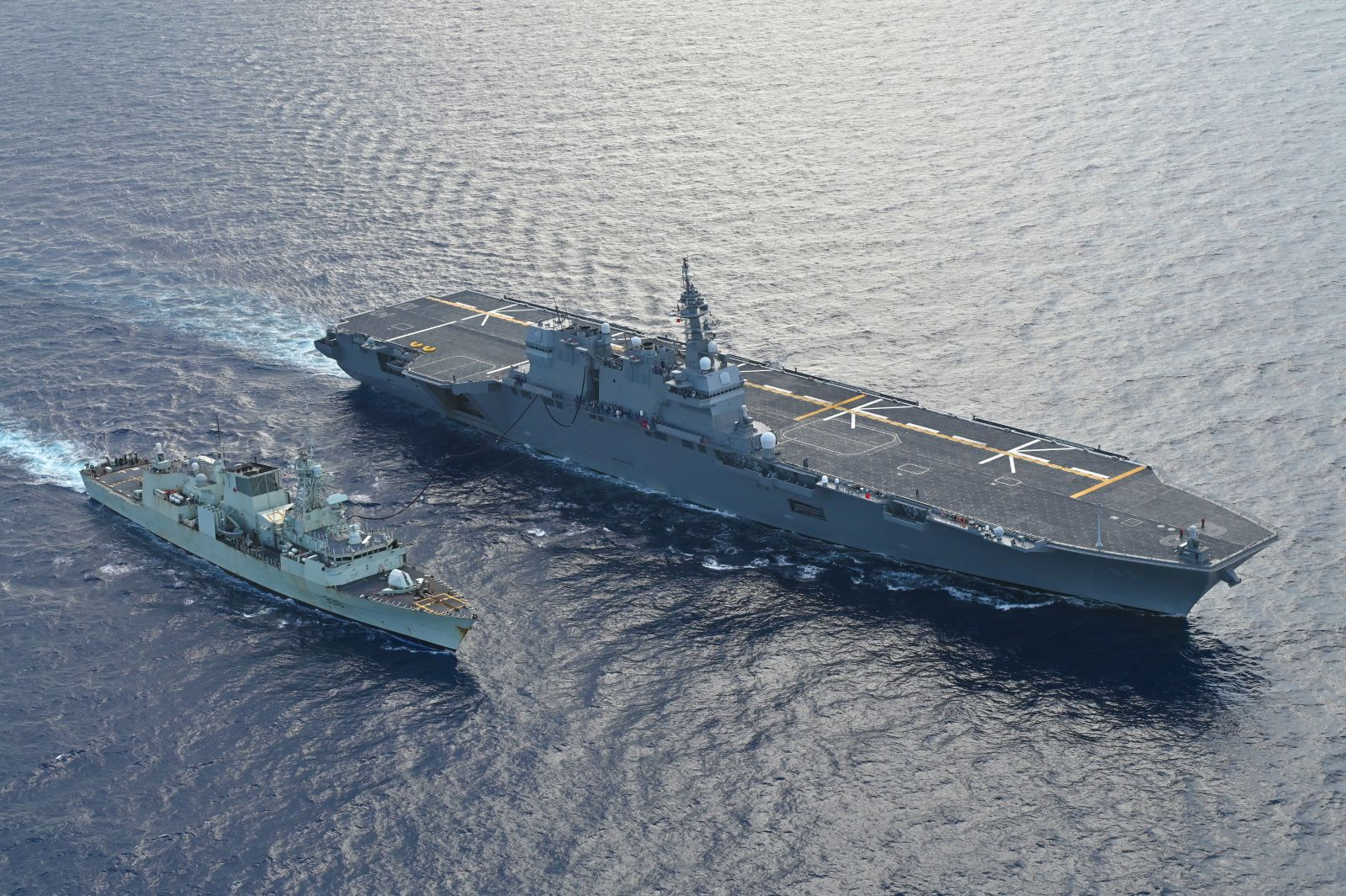
海自護衛艦「いずも」と共同訓練を実施中の「モントリオール」

2023年6月3日、アメリカ海軍駆逐艦「チャンフー」とともに、台湾海峡が国際海峡であることを示すために南から北へ航過する任務を実施し、先行した「チャン＝フー」の進路上を中国人民解放軍海軍艦艇が横切る様子を撮影した。
同年6月10日から14日にかけて沖縄南方海域から南シナ海に至る海空域において、海上自衛隊護衛艦「いずも」及び「さみだれ」、米海軍「ロナルド・レーガン」空母打撃群、フランス海軍フリゲート「ロレーヌ」と日米加仏共同訓練を実施した。引き続き6月14日から6月19日にかけて、南シナ海において海自護衛艦「いずも」、米海軍駆逐艦「ラファエル・ペラルタ」と日米加共同訓練（ノーブル・レイブン23）を実施した。